# 遠野ふるさと村
遠野ふるさと村（とおのふるさとむら）は岩手県遠野市にある野外博物館。1996年にオープンしたグリーンツーリズム実践施設である。森林や田園の広がる8.8ヘクタールの敷地に遠野郷に残された古い南部曲り家（農家）を移築して遠野の山里を再現している。
来訪者は建物を見学できるだけでなく、わら細工や竹細工、染物、陶器づくり、郷土食づくり、農作業など農村生活を体験できる各種のメニューが用意されている。

## 施設
- 曲り家集落

遠野市附馬牛町上附馬牛4地割61
- ビジターセンター風樹舎 - レストランやショップなど

遠野市附馬牛町上附馬牛5地割89-1
- 自然資料館

遠野市附馬牛町上附馬牛4地割34-2
- マヨイガの森 - 遠野物語で語られる「マヨイガの森」をイメージしたエリア。

## 古建築一覧
- 曲り家「大工どん」 - 明治時代中期築
- 曲り家「川前別家」 - 江戸時代末期築
- 曲り家「大野どん」 - 明治時代初期築
- 曲り家「肝煎りの家」 - 江戸時代末期築、 ふるさと村の中で最大の曲り家。庄屋の家
- 曲り家「弥十郎どん」 - 文化9年（1812年）築、
- 曲り家「水乃口」 - 明治時代中期築
- 直家「こびるの家」 - 宝暦12年（1762年）築、ひっつみ等の食事ができる
- 水車小屋

## 利用情報
- 開村時間 - 午前9時～午後5時まで（入村は午後4時まで）
- 休村日 - 12月29日～1月2日

## 古建築ギャラリー

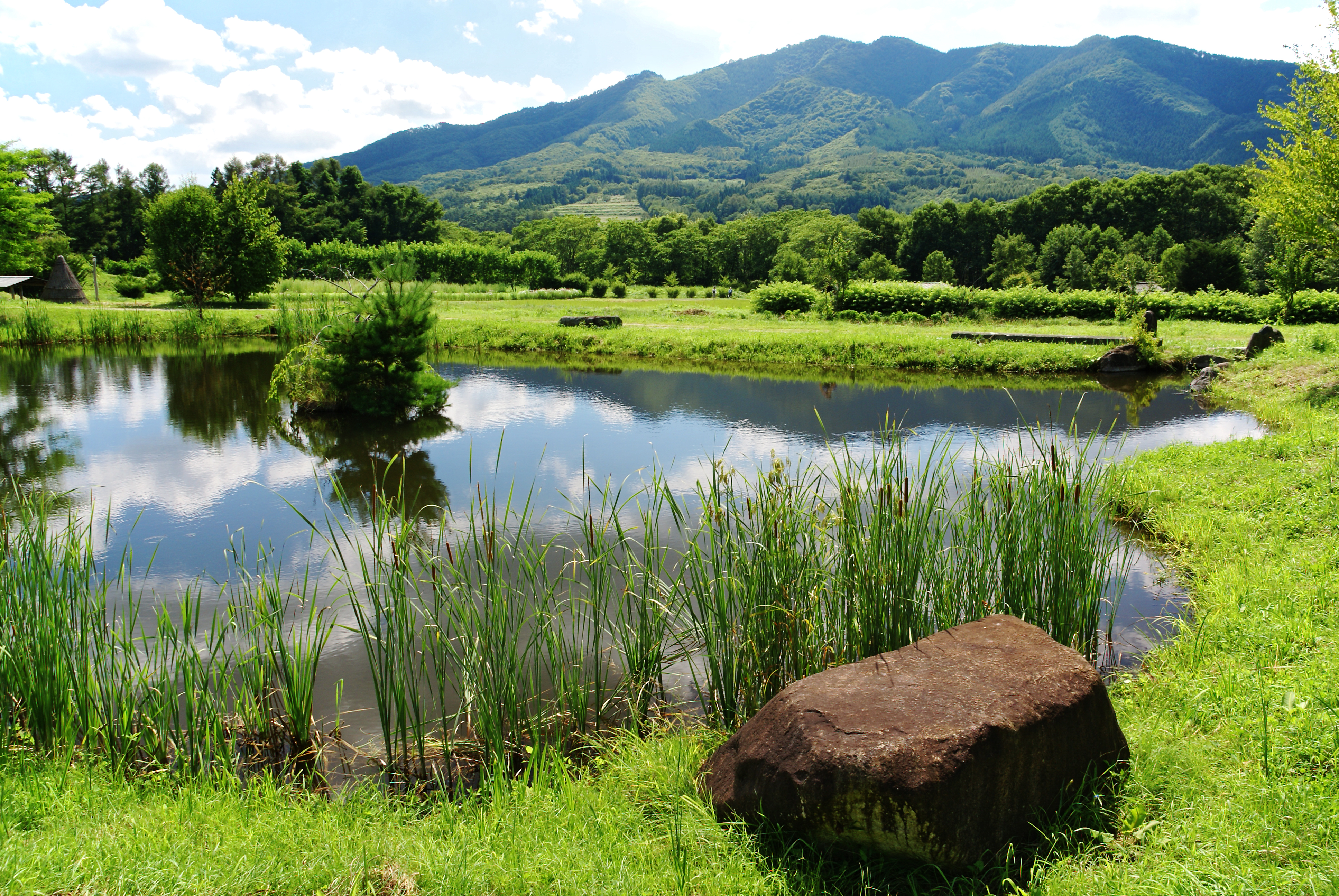
近世の山里を再現した村の風景
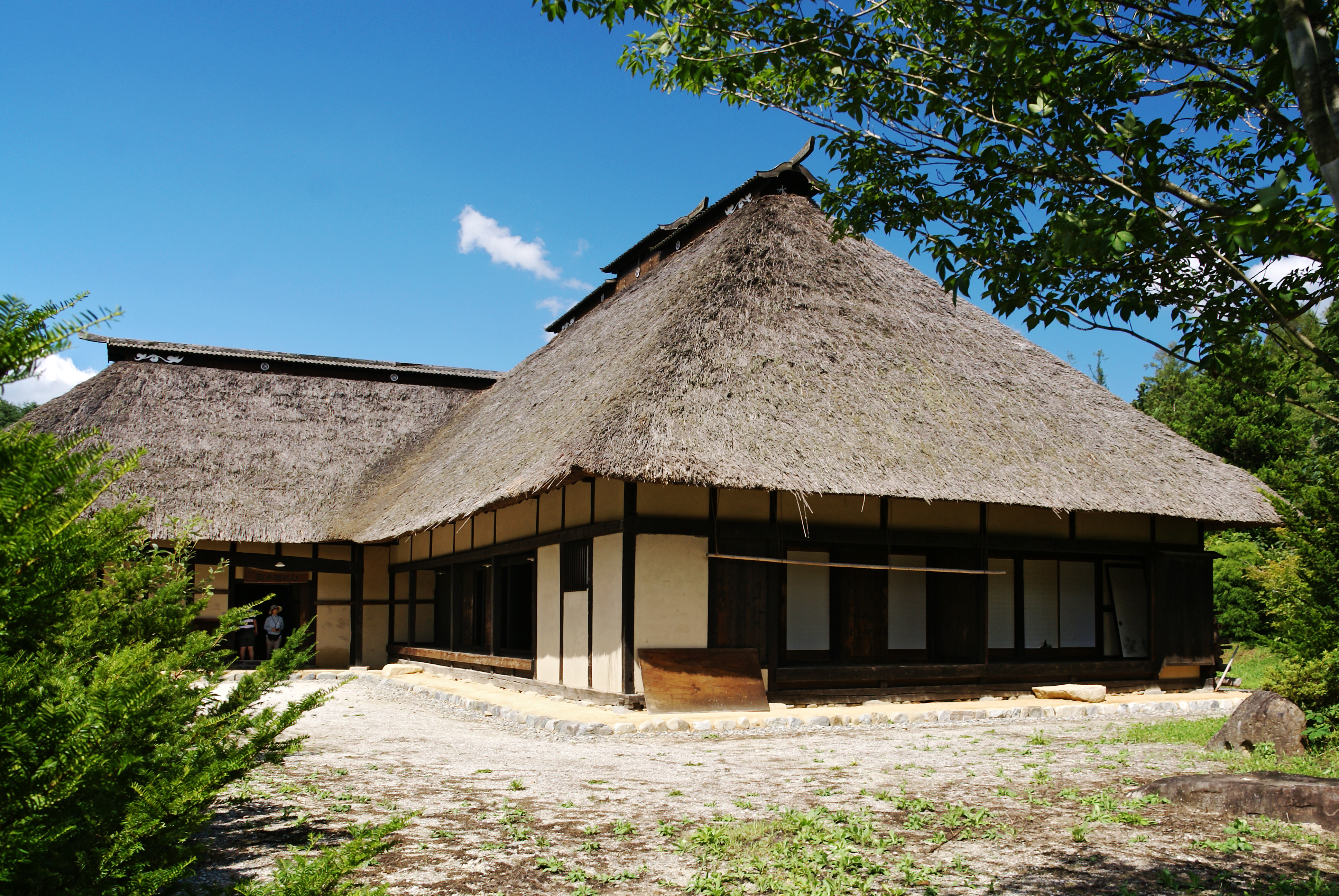
弥十郎どん
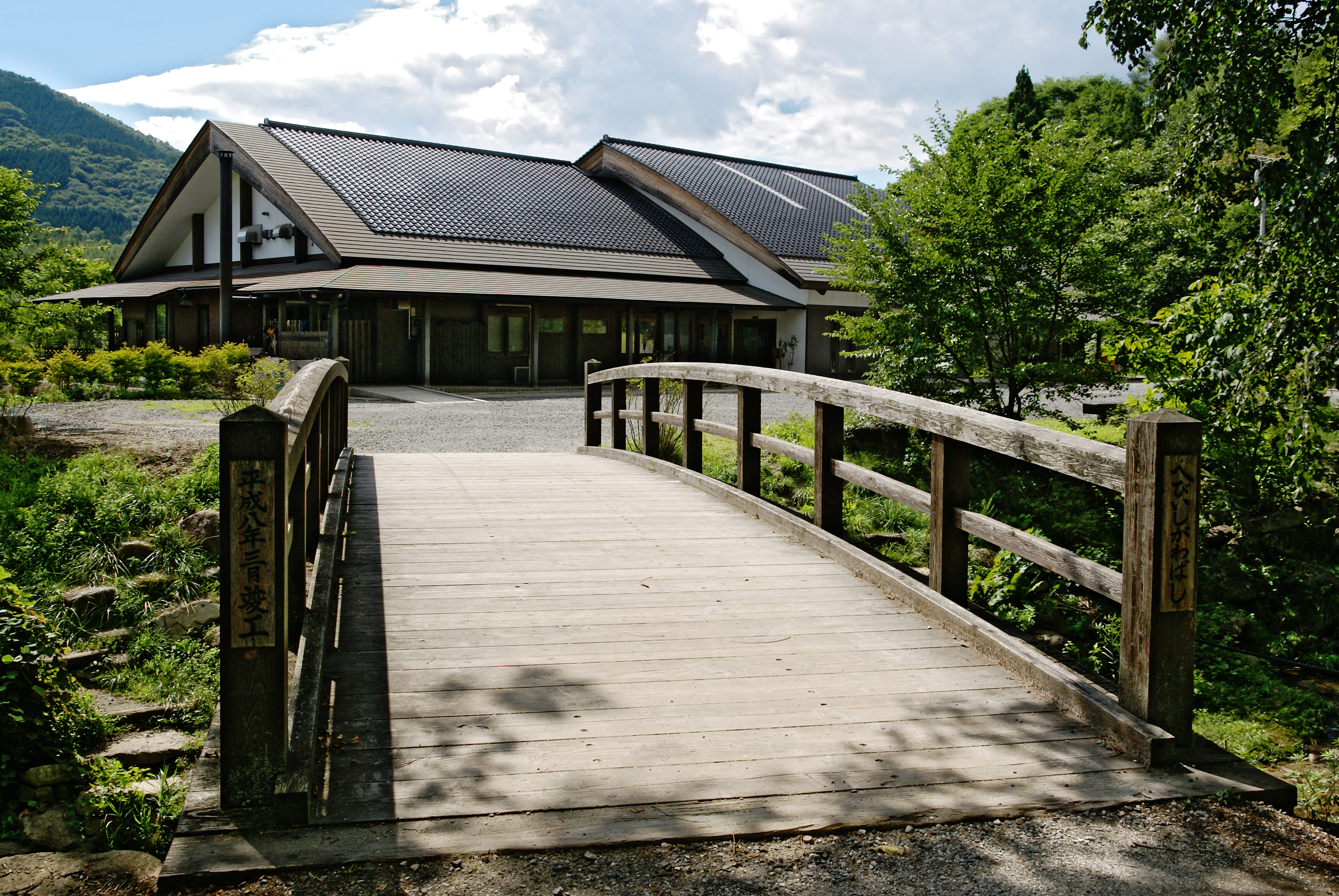
川向こうのビジターセンター

## ロケ地
昔ながらの山村集落が再現されているということなどから、同県に所在するえさし藤原の郷と並び、NHK大河ドラマや時代劇映画のロケが行われることも多い。
撮影された主な作品は以下のとおり。
- 天地人（2009年）
- 龍馬伝（2010年）
- 軍師官兵衛（2014年）
- 蜩ノ記（映画、2014年）[5]
- 真田丸（2016年）